# Horus Ny

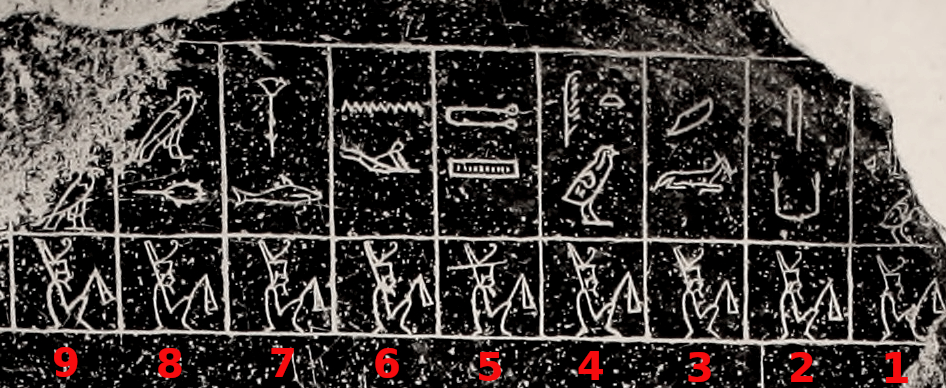
Horus Ny y sus amigos

Horus Ny (Ny-Hor) es un posible gobernante del Periodo protodinástico de Egipto que, según la tradición, reinaría alrededor de 3200 - 3170 a. C. en Nejen y más tarde en Hieracómpolis. Era de una dinastía rival a la de los gobernantes de Tinis, 350 años anterior a la dinastía I, y algunos de los nombres de sus soberanos se conocen por estar inscritos en la Piedra de Palermo. 
Aunque su interpretación es controvertida, se cree que su nombre de Horus significa "el cazador". Varios serej con el mismo nombre se han encontrado en Tura y Tarjan.  El serej no tiene halcón (contrariamente a los posteriores). Algunos egiptólogos estiman que ésta es una forma de denominar al faraón Narmer.

## Titulatura
| Titulatura | Jeroglífico | Transliteración (transcripción) - traducción - (referencias) |

| n · U13 |

| n · U13 |